# Проспект Черняховского (Витебск)

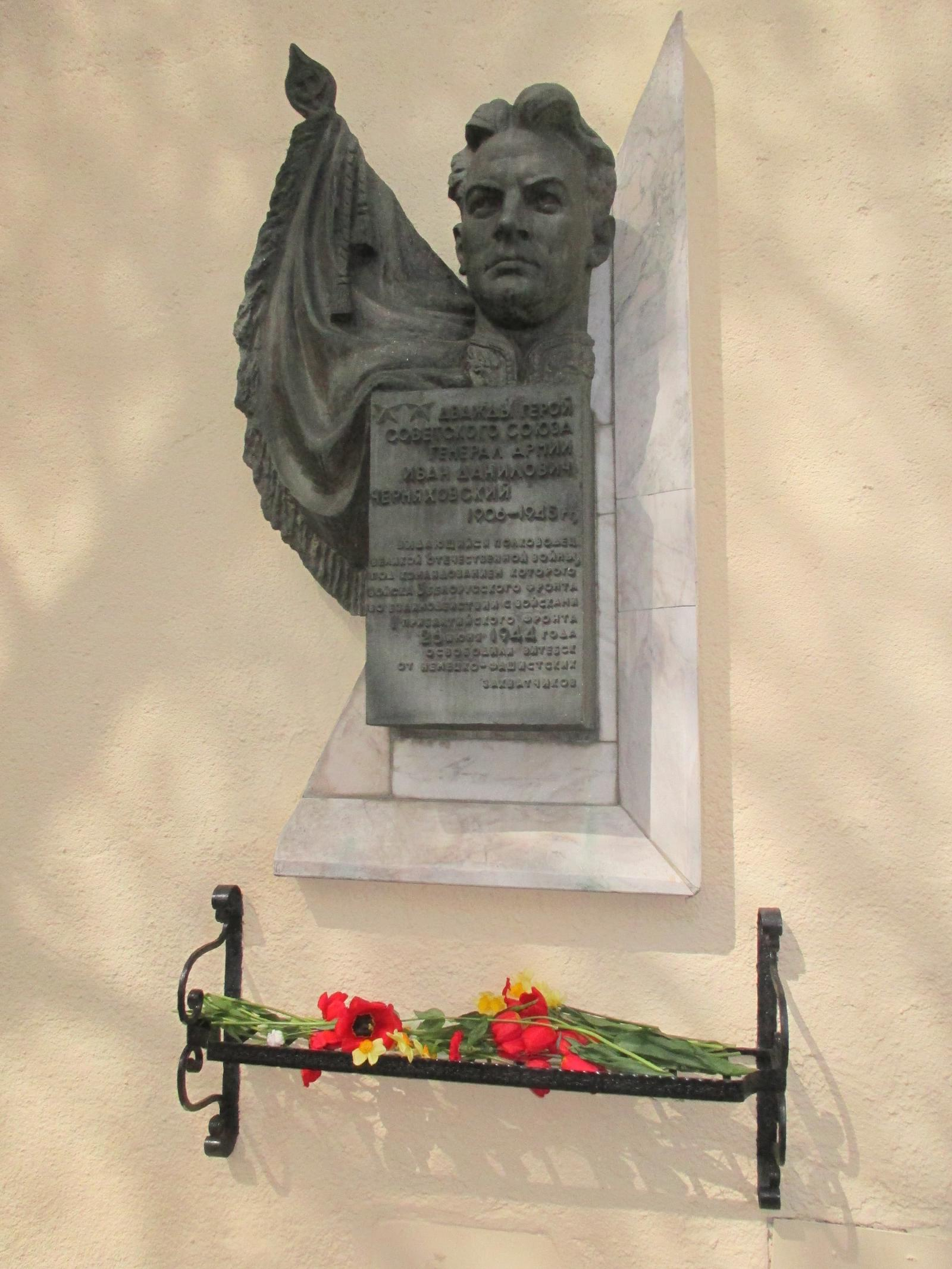
Памятник на Проспекте Черняховского

Проспект Черняховского (бел. Праспект Чарняхоўскага) — одна из основных радиальных магистралей Витебска. Расположен на юге города, в Первомайском районе. Начинается у площади Победы и заканчивается мостом имени Шмырёва через Лучосу и Зелёногурской улицей. Имеет протяжённость 2 км, ширину — 38—40 метров.
По центру проспекта проложено трамвайное полотно.
Проспект назван в честь советского военачальника, дважды Героя Советского Союза, генерала армии И. Д. Черняховского, принимавшего участие в освобождении Беларуси в годы ВОВ.

## История
Формирование проспекта (тогда — улицы) началось в XIX веке. В те времена застройка улицы была деревянной. До 1922 года улица называлась Лучоской (Луческой).
С 1924 по 1938 гг. улица носила имя еврейского поэта Морица Винчевского. Потом, до 1947 года вновь называлась Луческой.
Застройка проспекта производилась в 1960 — 64 гг. 4—5-этажными кирпичными жилыми домами. С 1966 года проспект Черняховского застраивался крупнопанельными домами.
В 1980-х годах, на участке от проспекта Строителей до моста Шмырёва, построено несколько 9-этажных жилых домов.
В 1995-97 годах, из здания бывшего пожарного депо была перестроена церковь св. Георгия Победоносца.
В 2004 был закончен «долгострой» (с 1988) — 16-этажное здание гостиницы «Лучеса».
В народе проспект и район примыкающих к нему домов называется «Черняховкой».

## Архивные сведения

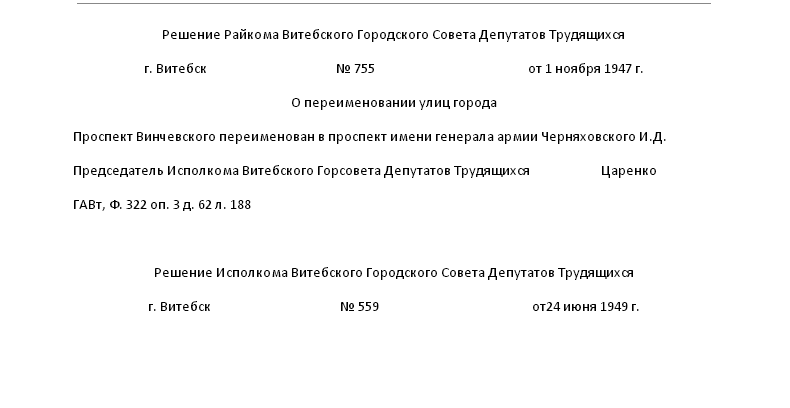
Данные из архива